# Вінгер (Міннесота)
Вінгер (англ. Winger) — місто (англ. city) в США, в окрузі Полк штату Міннесота. Населення — 174 особи (2020).

## Географія
Вінгер розташований за координатами 47°32′15″ пн. ш. 95°59′11″ зх. д. / 47.53750° пн. ш. 95.98639° зх. д. (47.537521, -95.986520).  За даними Бюро перепису населення США в 2010 році місто мало площу 1,13 км², уся площа — суходіл.

## Демографія
Згідно з переписом 2010 року, у місті мешкало 220 осіб у 91 домогосподарстві у складі 49 родин. Густота населення становила 194 особи/км².  Було 109 помешкань (96/км²).
Расовий склад населення:
| - 96,4 % — білих - 2,3 % — корінних американців - 0,5 % — азіатів |

До двох чи більше рас належало 0,9 %. Частка іспаномовних становила 0,0 % від усіх жителів.
За віковим діапазоном населення розподілялося таким чином: 31,4 % — особи молодші 18 років, 54,1 % — особи у віці 18—64 років, 14,5 % — особи у віці 65 років та старші. Медіана віку мешканця становила 33,7 року. На 100 осіб жіночої статі у місті припадало 103,7 чоловіків;  на 100 жінок у віці від 18 років та старших — 104,1 чоловіків також старших 18 років.
Середній дохід на одне домашнє господарство  становив 45 708 доларів США (медіана — 37 000), а середній дохід на одну сім'ю — 55 576 доларів (медіана — 42 500). Медіана доходів становила 36 250 доларів для чоловіків та 27 500 доларів для жінок. За межею бідності перебувало 8,4 % осіб, у тому числі 12,7 % дітей у віці до 18 років та 3,6 % осіб у віці 65 років та старших.
Цивільне працевлаштоване населення становило 124 особи. Основні галузі зайнятості: мистецтво, розваги та відпочинок — 33,1 %, освіта, охорона здоров'я та соціальна допомога — 19,4 %, сільське господарство, лісництво, риболовля — 10,5 %, роздрібна торгівля — 9,7 %.